# Laiyang
Laiyang (莱阳 ; pinyin : Láiyáng) est une ville de la province du Shandong en Chine. C'est une ville-district placée sous la juridiction administrative de la ville-préfecture de Yantai.

## Démographie
La population du district était de 890 831 habitants en 1999.